# Gérard Worms
Pour les articles homonymes, voir Worms.
Ne doit pas être confondu avec Gérard Worms (banquier).
Arthur Gérard Worms, né le 2 septembre 1912 à São Paulo (Brésil) et mort le 17 septembre 1999 à Neuilly-sur-Seine, est un éditeur français.
Directeur des Éditions du Rocher, il était marié à l'écrivaine Jeannine Worms.

## Biographie
Fils du bijoutier Armand Worms (1877-1963), Gérard Worms était le frère de Francine Weisweiller qui épousa Alexandre Weisweiller, dit « Alec », héritier Deutsch de la Meurthe, dont elle eut une fille, Carole, née en 1942.
La sœur de Gérard Worms,  Francine Weisweiller, avait fait la connaissance de Cocteau en 1949 par l'intermédiaire de l'une de ses cousines Rothschild, connue au cinéma sous le nom de Nicole Stephane, l'actrice principale du film Les Enfants terribles, produit par Francine Weisweiller. De cette rencontre naquit une amitié où Francine Weisweiller joua le rôle d'inspiratrice pour Cocteau, dont elle finança plusieurs œuvres  et dont elle favorisa l'élection à l'Académie française. 
Associée avec sa sœur dans la direction des Éditions du Rocher installées à Monaco, Gérard Worms y publia une grande partie des livres de Cocteau au cours des années 1950.

## Sources
- Le Passé défini (tome 5) de Jean Cocteau, éditions Gallimard.

## Autres
- Lauréat de la fondation Zellidja.